# Репнёв, Владимир Андреевич
Владимир Андреевич Репнёв (род. 9 января 1949, Москва) — советский хоккеист. Заслуженный мастер спорта СССР.

## Биография
Чемпион мира и Европы 1974, чемпион СССР 1974, серебряный призёр 1975 и бронзовый 1973, 1978, обладатель Кубка СССР 1974, обладатель кубка европейских чемпионов 1976, участник розыгрыша кубка Канады 1976.
В чемпионатах СССР Репнёв провёл 270 матчей и забросил 73 шайбы.
Работал в ХК «Крылья Советов» (Москва), фарм-клубе «Крылья Советов-2» (Москва) и СДЮШОР «Крылья Советов» (Москва). С 1 июня 2011 года — тренер СДЮШОР «Синяя птица» (Москва), команда 1996 г.р. С 2013 года тренер команды 1997 г.р. «Синяя Птица».
Сын Владимир (род. 1980) также хоккеист.

### В сборной
| Год   | Сборная | Турнир       | Место  |    | И | Г | П  | О  | Штр |
| ----- | ------- | ------------ | ------ | -- | - | - | -- | -- | --- |
| 1974  | СССР    | ЧМ           | Золото | 8  | 1 | 5 | 6  | 6  |     |
| 1976  | СССР    | Кубок Канады | Бронза | 5  | 2 | 2 | 4  | 6  |     |
| Всего | Всего   | Всего        | Всего  | 13 | 3 | 7 | 10 | 12 |     |